# Sebaea luteoalba
Sebaea luteoalba är en gentianaväxtart som först beskrevs av A. Cheval., och fick sitt nu gällande namn av Peter Geoffrey Taylor. Sebaea luteoalba ingår i släktet Sebaea och familjen gentianaväxter. Inga underarter finns listade i Catalogue of Life.